# Бой у мыса Рашадо
Бой у мы́са Раша́ду — морское сражение у мыса Рашаду (западное побережье полуострова Малакка) в 1606 году между флотами голландской Ост-Индской компании и Португалии.
Бой положил начало конфликту между объединенными силами голландцев и султаната Джохор против португальцев. Он был крупнейшим морским сражением на Малайском архипелаге между флотами двух держав того времени. Хотя битва завершилась победой португальцев, ожесточенность сражения и размер потерь, понесенных победителями, убедили султанат Джохор поддержать голландцев ресурсами. В итоге 130-летнее португальское господство в регионе закончится с падением города и крепости Малакка почти 30 лет спустя, в 1641 году.

## Отправная точка конфликта
Малакка, столица Малаккского султаната, был осаждена и взята португальцами в 1511 году, что заставило султана отступить и образовать султанат Джохор, ставший оплотом сопротивления португальскому завоеванию. Город-порт, который португальцы превратили в грозную крепость, располагался в стратегически важном месте Малаккского пролива, обеспечивая контроль над торговлей пряностями и всеми торговыми путями между Европой и Дальним Востоком. Голландская Ост-Индская компания (VOC) решила, что для дальнейшего расширения своего влияния на восток первым делом необходимо нейтрализовать влияние португальцев в регионе.
В Малакку был послан флот из 11 голландских судов — Oranje, Nassau, Middelburg, Witte Leeuw, Zwarte Leeuw, Mauritius, Grote Zon, Amsterdam, Kleine Zon, Erasmus, Geuniveerde Provincien. На флагмане Oranje расположился штаб командующего эскадрой адмирала Корнелиса Мателифа де Йонге. Голландский флот отплыл из Тексела 12 мая 1605 года. Морякам сказали, что плавание имеет исключительно торговые цели, чтобы удержать его истинное назначение — осаду Малакки — в секрете.
Голландцы прошли Малакку в апреле 1606 года и прибыли в Джохор 1 мая 1606 года, где де Йонге начал переговоры о союзе с султаном. Пакт был официально заключен 17 мая 1606 года и предусматривал совместные действия Джохора и голландцев с целью выбить португальцев из Малакки. По условиям договора голландцы также обязались не пытаться вмешиваться в дела Джохора или вести против него войну.

### Голландский флот
| Название               | Характеристики                      |
| ---------------------- | ----------------------------------- |
| Oranje                 | 700 т, флагман, капитан — Дирк Мол  |
| Nassau                 | 320 т, капитан — Воутер Якобзон     |
| Middelburg             | 600 т, капитан — Симон Ламберс      |
| Witte Leeuw            | 540 т, капитан — Клаас Йанзон       |
| Zwarte Leeuw           | 600 т, капитан — Абрахам Матийзон   |
| Mauritius              | 700 т, капитан — Геррит Клаасзон    |
| Groote Zon             | 540 т, капитан — Герард Хендриксзон |
| Amsterdam              | 700 т, капитан — Рейньер Ламбертс   |
| Kleine Zon             | 220 т, капитан — Корнелис Йорисзон  |
| Erasmus                | 500 т, капитан — Осьер Корнелисзон  |
| Geuniveerde Provincien | 400 т, капитан — Антон Антонисзон   |

### Португальский флот
| Название                     | Характеристики                                    |
| ---------------------------- | ------------------------------------------------- |
| Nossa Senhora da Conceição   | 1000 т, флагман, капитан — Мануэль де Маскареньяс |
| São Simeão                   | 900 т, капитан — Франсишку де Сото-майор          |
| São Salvador                 | 900 т, капитан — капитан — Альвару де Карвалью    |
| Nossa Senhora das Mercês (?) | 900 т, капитан — Энрике де Норонья                |
| Todos os Santos              | 800 т, капитан — Франсишку де Норонья             |
| São Nicolau                  | 800 т, капитан — Фернанду де Маскареньяс          |
| Santa Cruz                   | 600 т, капитан — Себастьян Суареш                 |
| Dom Duarte de Guerra (?)     | 600 т, капитан — Дуарте де Герра                  |
| António                      | 240 т, капитан — Антониу Соуза Фалькау            |

## Битва
Адмирал де Йонге начал осаду Малакки. Он рассчитывал, что блокада и прекращение поставок продовольствия и боеприпасов заставят португальский гарнизон капитулировать. Однако эти надежды не оправдались. Кроме того, сами голландцы оказались стеснены в ресурсах: их союзники из Джохора на тот момент сомневались в способности голландских войск взять Малакку и потому вели себя пассивно. Голландцы же не могли себе позволить высадку десанта из-за малочисленности своих сил.
Португальцы, несмотря на проблемы с продовольствием, чувствовали себя уверенно в ожидании подкреплений из Гоа. 14 августа 1606 года им на выручку прибыл португальский флот во главе с вице-королём Гоа Мартимом Афонсу де Каштру. Осада была снята, когда более 20 португальских кораблей вошли в Малаккскую гавань. Два флота обменялись пушечными залпами, и португальские корабли начали оттеснять голландцев на север от Малакки. Так 16 августа 1606 года у мыса Рашадо начался бой между двумя флотами.
Сражение открылось взаимными залпами тяжелых дальнобойных пушек, однако с течением времени бой перерос в артиллерийские дуэли между кораблями. Утром 18 августа, пользуясь попутным ветром, де Каштру приказал своим кораблям сблизиться с голландцами и идти на абордаж. Де Йонге, чувствуя опасность, дал приказ повернуть паруса по ветру, чтобы избежать атаки. Однако по неизвестной причине Nassau не выполнил приказ и остался позади эскадры. В итоге португальский Santa Cruz встал к его борту и начал абордаж.
Тогда де Йонге приказал своему флагману Oranje быстро развернуться, чтобы спасти Nassau, но неловко проведенный манёвр привел к столкновению Oranje с Middelburg. Пока голландские капитаны были заняты развертыванием своих кораблей, флагман де Каштру Nossa Senhora da Conceição встал к другому борту Nassau. Экипаж Nassau успел сесть в шлюпки, оставив полыхавший корабль.
В то же время другой португальский корабль,São Salvador, двинулся в сторону скучившихся в неразберихе голландских судов и протаранил Middelburg, однако был немедленно атакован Oranje. В свою очередь в открытый борт голландскому флагману ударил португальский Nossa Senhora das Mercês. Настолько яростный бой разгорелся в перемешавшихся порядках флотов, что пушечные залпы стали бить не только по противникам, но и по дружественным судам.
Наибольшие повреждения в этой схватке получил Nossa Senhora das Mercês, и на его спасение двинулся галеон Dom Duarte de Guerra. Но ветер был неблагоприятным, и вместо спасения союзника галеон оказался дрейфующим аккурат между ведшими перестрелку судами. Пользуясь этим, голландский Mauritius протаранил Dom Duarte de Guerra. Битва достигла своего апогея.
Де Йонге понял, что менее мощные голландские корабли долго не продержатся в артиллерийской дуэли, и дал приказ перегруппироваться и отступать. Он сумел вывести Oranje из эпицентра боя, несмотря на попытки Nossa Senhora das Mercês не допустить этого. Mauritius также начал отход, когда заметил, что Dom Duarte de Guerra загорелся. Оставшиеся в гуще боя корабли — Middelburg, São Salvador и Dom Duarte de Guerra — продолжали сражаться, при этом все три судна уже горели.
Nossa Senhora das Mercês не отпускал Oranje, и в конце концов де Йонге предложил португальскому капитану Энрике де Норонье перемирие, чтобы противники могли потушить пожары. Норонья согласился. Оба судна бросили якоря, однако теперь ветер был попутным для голландцев, и остальные корабли их эскадры стали приближаться к Nossa Senhora das Mercês. Судьба Нороньи и его судна, казалось, была решена, но де Йонге великодушно позволил португальскому кораблю уйти. За этот благородный жест Норонья поклялся никогда больше лично не сражаться с де Йонге.
Однако этот обмен любезностями не оценил Афонсу де Каштру, который предпочел бы позволить кораблю Нороньи погибнуть, чтобы тем самым задержать отход голландцев и получить возможность настигнуть их. Норонья был отстранен от командования Mercês.
Де Йонге посчитал понесенные потери чрезмерными и приказал флоту выйти из боя. Битва была выиграна португальцами, но в перспективе бой у мыса Рашадо стал символом складывания серьезной угрозы португальскому господству в Индонезии, которое завершилось 30 лет спустя атакой голландцев на Малакку.

## Последствия
Голландцы просили убежище в Джохоре и прибыли туда 19 августа 1606 года. Всего голландцы потеряли два судна — Nassau и Middelburg. 150 моряков были убиты и ранены. Португальцы потеряли São Salvador и Dom Duarte de Guerra, а также около 500 моряков погибшими. Бой показал упорство голландцев в войне против португальцев, которое впечатлило султана Джохора, передавшего в распоряжение голландцев свою армию, корабли и ресурсы. Успех португальцев сошел на нет, когда голландцы 2 месяца спустя, отремонтировав корабли, вернулись в Малаккский пролив.

### Поднятие останков кораблей
Останки всех четырёх погибших кораблей были найдены и подняты на поверхность в 1995 году экспедицией Оксфордского университета. Nassau был обнаружен в 8 морских милях (15 км) от современного города Порт-Диксон. Удалось поднять 15 пушек, ядра, веревки и монеты. Обломки Middelburg, São Salvador и Dom Duarte de Guerra были найдены в 0,7 морских миль (1,3 км) от Nassau. Некоторые из найденных на Nassau артефактов выставлены в музее города Порт-Диксон.
Mauritius вышел из Малаккского пролива 27 декабря 1607 года и затонул 19 марта 1609 у мыса Лопеш Гонсалвеш (Габон). Его обломки были найдены в 1985 году. Witte Leeuw встретил свою гибель у берегов острова Св. Елены, когда он и 3 других голландских корабля неожиданно наткнулись на 2 португальские каравеллы. Португальцы шквальным огнём отправили Witte Leeuw на дно.